# Acer reygassei
Acer reygassei é uma espécie de árvore do gênero Acer, pertencente à família Aceraceae.